# Thesium kyrnosum
Thesium kyrnosum är en sandelträdsväxtart som beskrevs av Radovan Hendrych. Thesium kyrnosum ingår i släktet spindelörter, och familjen sandelträdsväxter. Inga underarter finns listade i Catalogue of Life.